# Richard William Howard Vyse
El major general Richard William Howard Vyse, KCMG (Stoke Poges, Buckinghamshire 25 de juliol de 1784 - 8 de juny de 1853) fou un militar, antropòleg i egiptòleg britànic. També fou membre del Parlament britànic (del 1807 al 1818). Ajudant de l'enginyer John Shae Perring, excavà nombroses piràmides de la regió de Memfis a Egipte, sense dubtar fins i tot a fer servir la dinamita.

## Obra
- Operations carried on at the pyramids of Gizeh, 1840-1842